# Øvre Anárjohka Nemzeti Park
Az Øvre Anárjohka Nemzeti Park (norvégül: Øvre Anárjohka nasjonalpark) Karasjok és Kautokeino települések közt helyezkedik el a Finnmarksvidda fennsíkjának délkeleti részén. Az 1976-ban alapított nemzeti park területe 1409 négyzetkilométer. A Finnországgal határos részén közvetlenül a finn Lemmenjoki Nemzeti Park határolja. A nemzeti park erdőállományát elsősorban nyírfaligetek, illetve fenyvesek alkotják. A park területén több mint 700 kisebb tó, illetve mocsár van, amelyekből számos folyó ered. A parkban található Norvégia legnagyobb összefüggő területű, érintetlen fenyőerdeje (őserdő).
A területen a számik évszázadok óta rénszarvastenyésztésel foglalkoznak. 1960 óta nem-kereskedelmi jelleggel aranymosást is végeznek a folyóvizekben.
Norvégia azon kevés nemzeti parkjainak egyike, amelyek nem a Skandináv-hegység területén helyezkednek el.

## Nevének eredete
Az Øvre előtag jelentése norvég nyelven felső, míg az utótag jelentése számi nyelven Anár folyó. Ebből következik, hogy a nemzeti park nevének jelentése: Az Anár-folyó felső része. 

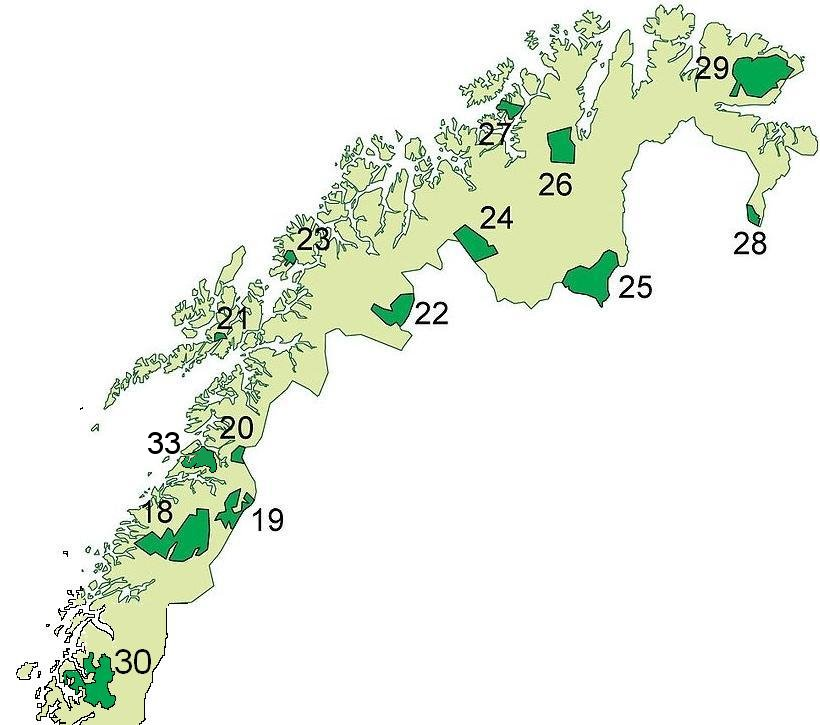
Észak-Norvégia nemzeti parkjai. Az Øvre Anárjohka a 25. számú